# Bursera medranoana
Bursera medranoana es una especie de la familia Burseraceae.

## Descripción
Arbolito resinoso y con aroma intenso, hasta de 5 m de alto y con tronco de 25 cm de diámetro, la copa redondeada, corteza externa del tronco y de la ramas principales rojo cobrizas, exfoliándose en tiras grandes, papiráceas, delgadas; ramas a menudo pruinosas, rojizas. Hojas en su mayoría aglomeradas en forma de roseta en los extremos de ramillas cortas, imparipinnadas, con (1-) 5-11 folíolos, (las hojas con 1 a 3 folíolos, son las primeras en aparecer en cada fascículo, por lo general son efímeras, base cuneada, pero con frecuencia asimétrica, margen entero a irregular, folíolos laterales opuestos, elípticos a oblongos de 3 cm de largo y 1 cm de ancho. Flores masculinas desconocidas y aparentemente ausentes;  flores femeninas apareciendo por lo general al mismo tiempo que las hojas; lóbulos del cáliz 3, triangulares, de 1 a 2 mm de largo y de ápices agudos; pétalos 3, oblongos de unos 3 mm de largo  de color crema-verdoso, glabros; estaminodios 6, filamentos de menos de 0.5 mm de largo, anteras linear oblongas de 1 mm de largo, dorsifijas; ovario trilocular, glabro, estigmas 3. Drupas trivalvadas, subglobosas, puntiagudas en el ápice  de 6 a 7 mm de largo, glabras sobre pedúnculos encorvados y engrosados, hasta de 10 mm de largo; hueso subgloboso de 5 a 6 mm de largo, totalmente cubierto por el pseudoarilo que en la madurez es de color anaranjado-rojizo.

## Distribución y hábitat
Se localiza en México, solo en la localidad tipo en Tolantongo, municipio de Cardonal, estado de Hidalgo.
Crece en barrancas sobre laderas calizas, con vegetación de bosque. Entre los 1300 a 2200 m s. n. m. de altitud.